# Parla con me
Parla con me è stato un programma televisivo italiano satirico, in onda su Rai 3 dal 24 ottobre 2004 al 27 maggio 2011. Il programma è stato ideato da Serena Dandini, che lo conduceva insieme al comico Dario Vergassola. Il format del programma è stato ripreso dal programma The Show Must Go Off trasmesso su LA7 nel 2012.

## Il programma
Il programma era composto da interviste fatte da Serena Dandini e da Dario Vergassola a vari personaggi importanti. Ad ogni puntata, trasmessa abitualmente in seconda serata, collaboravano anche: la Banda Osiris, sostituita negli ultimi anni da Elio e le Storie Tese, che proponeva esilaranti momenti musicali, l'autore teatrale Ascanio Celestini con i suoi racconti anarchici e stralunati e, ultimamente, con brani di stampo cantautoriale, Andrea Rivera, che era solito intervistare le persone al citofono su scottanti temi di attualità, cercando di affrontarli ironicamente e trovando spesso la collaborazione degli intervistati.
Consulenti ai testi erano Alberto Ferrigolo e Chiara De Antoni. Produttore esecutivo Fandango del programma era Carolina Cimo', mentre produttore esecutivo Rai invece è stato Mercuzio Mencucci. Tra gli intervistati dalla Dandini ci sono stati nomi di fama internazionale tra cui Tim Burton, Annie Lennox, Will Smith, Quentin Tarantino, Isabel Allende, Leonardo DiCaprio, Martin Scorsese, Sting, Mika.

## Storia
Il programma è stato trasmesso dal 2004 al 2007 nella seconda serata della domenica; nel gennaio 2007 fu trasferito, per quattro settimane, nella prima serata del giovedì, non suscitando però particolare interesse da parte dell'audience e trovandosi presto relegato nuovamente nella seconda serata domenicale. In queste quattro puntate, oltre ai comici già presenti, Serena Dandini ha ottenuto la collaborazione di Neri Marcorè, suo storico collaboratore, che ha imitato Luciano Ligabue, Piero Fassino e Maurizio Gasparri, oltre all'immancabile Alberto Angela, che ha rispolverato a sei anni di distanza dalle sue comparsate ne L'ottavo nano.
Dal 21 ottobre 2008 il programma è divenuto una striscia quotidiana, trasmessa sempre in seconda serata su Rai 3 dal martedì (mercoledì nell'ultima edizione) al venerdì sostituendo Primo Piano programma di approfondimento del TG3, nella quale ai soliti artisti si sono aggiunti Lillo e Greg, Caterina Guzzanti, Max Paiella, Diego Bianchi (noto come Zoro), Paola Minaccioni e Federica Cifola.
Corrado Guzzanti, altro storico collaboratore della Dandini, invece non rientrava nel cast fisso della trasmissione. Nel corso di questi anni infatti il comico romano è apparso solo alcune volte, portando in studio l'imitazione di Giulio Tremonti (in due occasioni), Barbagli, il gerarca fascista che ha proposto nel 2006 nel suo film Fascisti su Marte e del cardinale Don Pizzarro. Nell'edizione 2010/2011 Corrado Guzzanti ha nuovamente preso parte alla trasmissione per una sola puntata parodiando l'allora direttore generale della Rai, Mauro Masi; lo sketch in cui il comico ha preso parte infatti era una telefonata bizzarra e strampalata con cui il finto Masi si lamentava di vari aspetti della trasmissione con la Dandini (tale telefonata era la parodia della vera telefonata di protesta fatta da Mauro Masi durante la trasmissione Annozero).
Per un breve periodo ha fatto parte del cast del programma anche Paola Cortellesi che qui ha proposto le imitazioni di Stefania Prestigiacomo e Daniela Santanchè, mentre nell'ultima edizione è entrata a far parte del cast anche Francesca Reggiani (altra storica collaboratrice della Dandini ne La TV delle ragazze, Scusate l'interruzione, Avanzi e Tunnel) che qui ha presentato le parodie di Elisabetta Tulliani (compagna dell'allora presidente della Camera dei deputati, Gianfranco Fini) e dell'allora première dame di Francia, Carla Bruni.
L'edizione 2010/2011 è partita martedì 28 settembre 2010, accompagnata da una serie di polemiche politiche che hanno interessato anche Annozero (programma di Rai 2) e altri programmi di Rai 3 (Che tempo che fa e Report).
La settima edizione di Parla con me è terminata nel maggio 2011.
Durante l'estate 2011 ci sono state nuovamente molte polemiche per la riconferma del programma, con un lungo tira e molla sui contratti della trasmissione che hanno infine portato, nel settembre 2011, alla sua cancellazione con il CdA della Rai che ha espresso (con i 5 voti dei consiglieri di centro-destra contro i 4 voti dei tre consiglieri d'opposizione e dell'allora presidente Rai Paolo Garimberti) parere contrario alla realizzazione di una nuova edizione di Parla con me che si è così concluso (nonostante esso risultasse presente nella presentazione dei palinsesti della Rai per la stagione 2011/2012).